# 남정초등학교 (창원시)
남정초등학교는 대한민국 경상남도 창원시에 있는 공립 초등학교이다.

## 학교 연혁
- 1975년 5월 13일: 개교

## 학교 동문
김재겸(상경)

## 참고 자료
- 남정초등학교 - 한국교육학술정보원 학교알리미